# Jacques Balmat
Jacques Balmat, sardinski alpinist, * 1762, Chamonix (Kraljevina Sardinija), † 1834, Sixt-Fer-à-Cheval (Kraljevina Sardinija).
Balmat je 8. avgusta 1786 skupaj s Paccardom prvi opravil vzpon na Mont Blanc. Zavoljo tega mu je kralj Sardinije podelil plemiški naziv le Mont Blanc.